# Tel

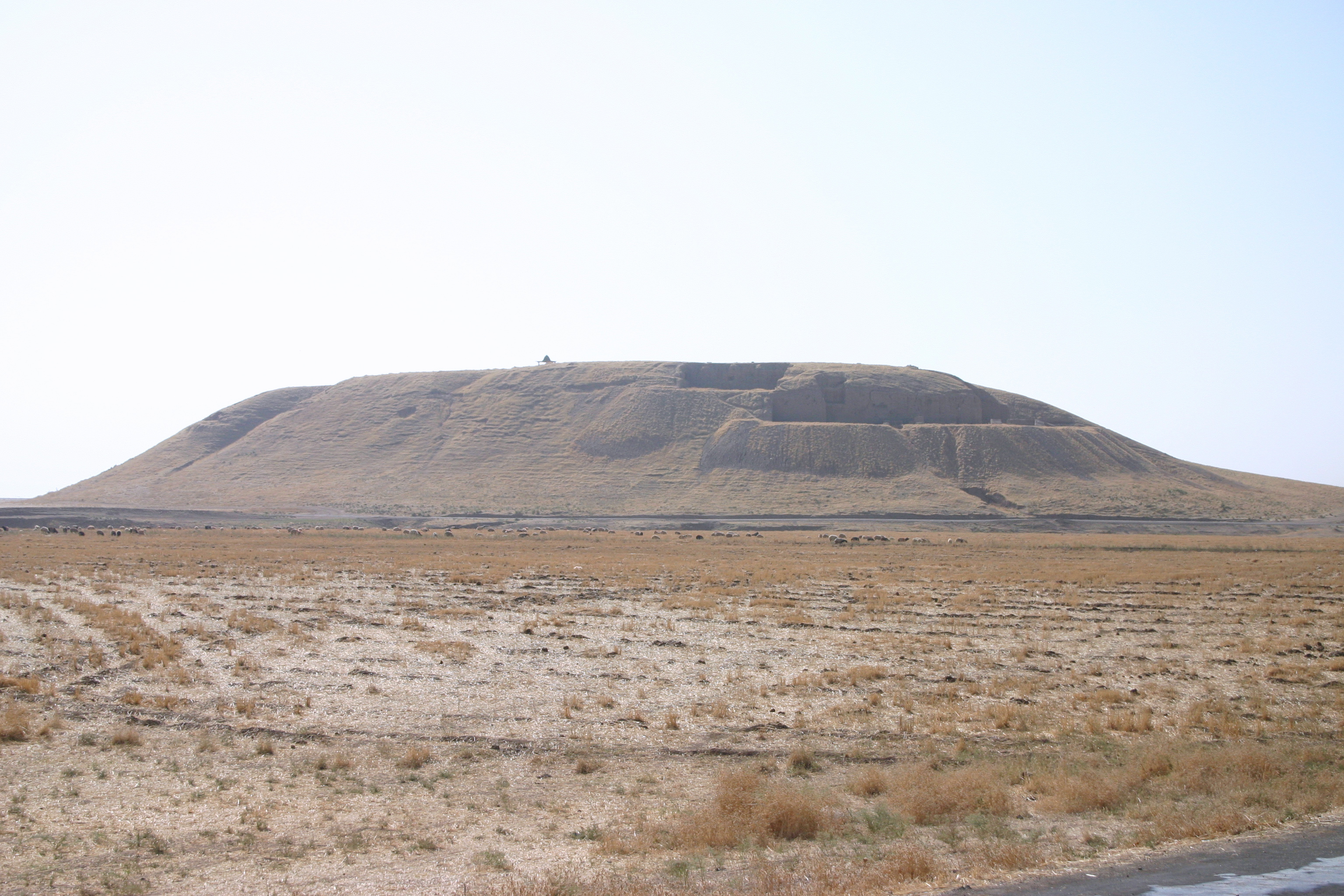
Vista de Tel Barri (nordeste da Síria), do oeste

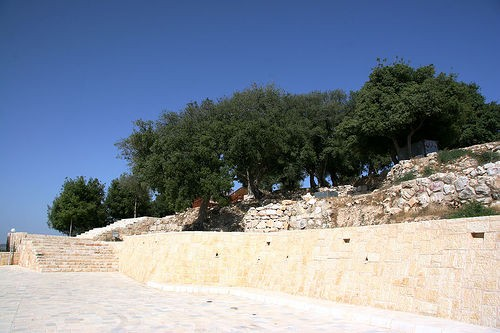
Tel Mar Elias, ao norte da Jordânia, (2005)

Em arqueologia, tel ou tell (em hebraico: תֵּל; romaniz.: tel, em árabe: تل; romaniz.: tall; lit. 'elevação', 'pequena colina'),  é uma feição topográfica artificial, um montículo que se forma mediante a acumulação e estratificação de sedimentos naturais e detritos oriundos de sucessivos assentamentos humanos  por várias gerações, no mesmo local. 
Um tel clássico é semelhante a um cone baixo truncado com um topo plano e as laterais inclinadas.

## Arqueologia
E arqueologia, trata-se de um termo geral, empregado particularmente no Oriente Médio. Um tel é praticamente constituído de materiais de construção contendo uma alta proporção de pedra, tijolos de barro ou barro mesmo, bem como, em menor escala, resíduos domésticos. O fenômeno ocorre desde o vale do Indo, a leste, até a Europa Central, a oeste. 
Existem cerca de 50 000 teis visíveis no Oriente Médio.[carece de fontes?]
O termo hebraico ou árabe aparece também como parte dos topônimos genéricos, ou seja, como parte de uma cidade ou nome da cidade. O exemplo mais conhecido é a cidade de Telavive (em hebraico, "Colina da Primavera") - embora Telavive não seja realmente um Tel, seu nome foi emprestado a partir da tradução para o hebraico do título do livro Altneuland de Theodor Herzl. A cidade moderna é geralmente localizada ao lado de um antigo monte com um nome similar a Tel, a exemplo da cidade de Arad (Israel), que está a poucos quilômetros de distância de um antigo monte chamado Tel Arade.
A palavra turca para tel é höyük (como em Çatalhöyük) ou tepe. Topônimos que indicam montículos de liquidez na zona dos Balcãs são frequentemente traduzidos como "tumbas": ou Magoula Toumba (devido ao pequeno diz pode ser confundida facilmente com montes de enterro), na Tessália e Macedónia (tymvou em cipriota grego). A palavra Mogila é usada na Bulgária, Gomila na Eslovénia, e Măgura na Roménia.